# Sahastata nigra
Espèce
Synonymes
- Filistata nigra Simon, 1897

Sahastata nigra est une espèce d'araignées aranéomorphes de la famille des Filistatidae.

## Distribution
Cette espèce  se rencontre en Oman et aux Émirats arabes unis.

## Description
Le mâle décrit par Magalhaes, Stockmann, Marusik & Zonstein en 2020 mesure 6,38 mm et la femelle 15,0 mm.

## Systématique et taxinomie
Cette espèce a été décrite sous le protonyme Filistata nigra par Simon en 1897. Elle est placée dans le genre Sahastata par Benoit en 1968.

## Publication originale
- Simon, 1897 : « Arachnides recueillis par M. M. Maindron à Mascate, en octobre 1896. » Bulletin du Muséum national d'histoire naturelle, Paris, vol. 1897, p. 95-98 (texte intégral).